# Vitsidig solfågel
Vitsidig solfågel (Aethopyga eximia) är en fågel i familjen solfåglar inom ordningen tättingar.

## Utseende och läte
Hane vitsidig solfågel är en helt omisskännlig fågel, med rosenrött på strupe och bröst, glittrande blågrönt på pannan, rökgrå buk och en lång blåglänsande stjärt. Honan är mycket mindre iögonfallande, med grått huvud, beigefärgad buk och brun stjärt. Båda könen har olivbrun rygg och ett vitt streck på sidan som gett arten dess namn. Bland lätena hörs anspråkslösa tjippande serier, liksom ringande "dink dink dink!" och ett snabbt fallande "sweep".

## Utbredning och systematik
Fågeln förekommer enbart på indonesiska ön Java. Den behandlas som monotypisk, det vill säga att den inte delas in i några underarter.

## Levnadssätt
Vitsidig solfågel förekommer i bergstrakter, från skog och skogsbryn i förberg ända upp till lågväxta buskmarker ovan trädgränsen.

## Status och hot
Arten har ett stort utbredningsområde, men tros minska i antal, dock inte tillräckligt kraftigt för att den ska betraktas som hotad. Internationella naturvårdsunionen IUCN listar arten som livskraftig (LC).